# Prân Nath

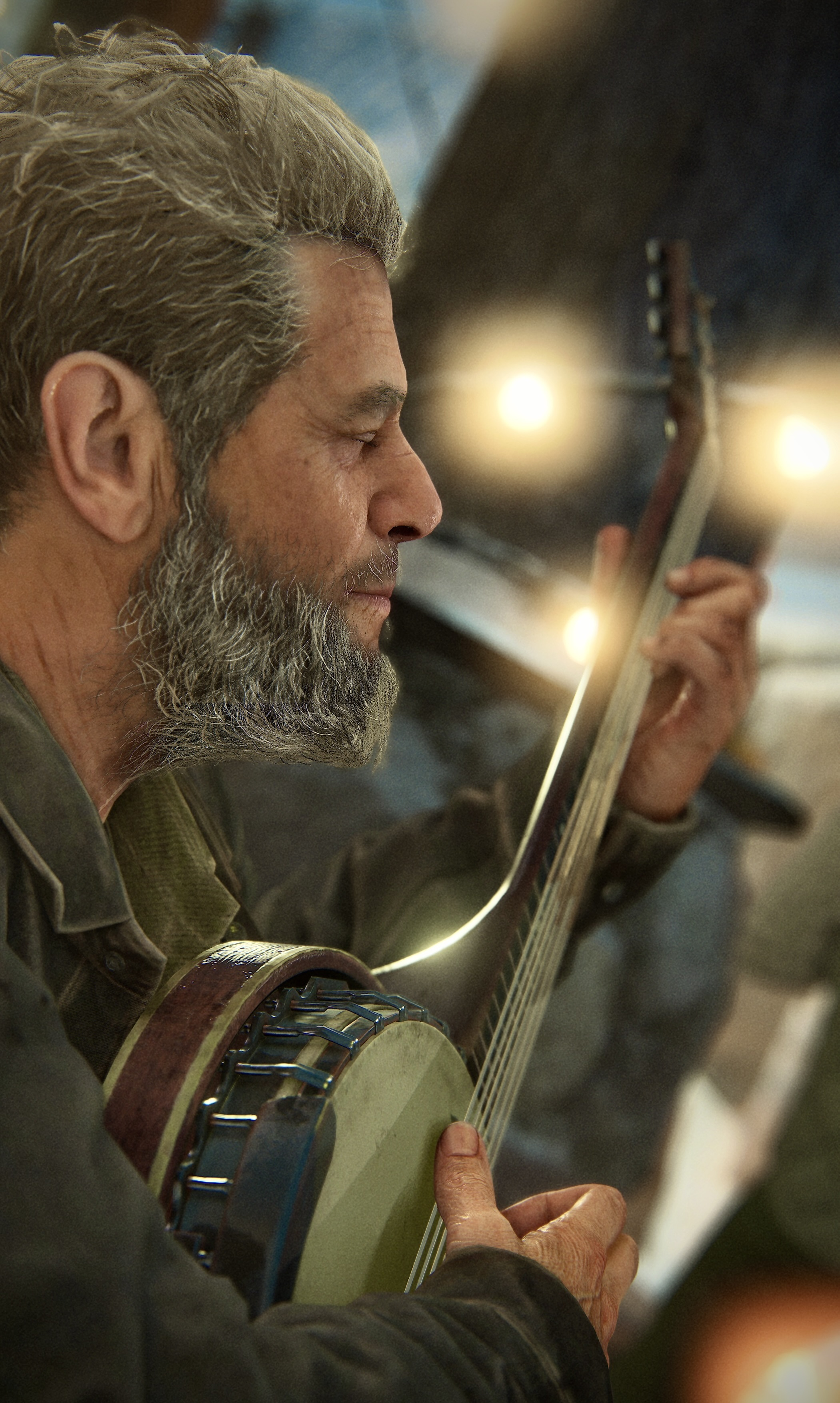
Prân Nath

Paṇḍit Prân Nath (devanagari: पंडित प्राणनाथ) (Lahore, 3 novembre 1918 – Berkeley, 13 giugno 1996) è stato un musicista, cantante e maestro di Kirana pakistano.

## Biografia
Prân Nath nacque in una famiglia agiata di Lahore, nell'India britannica. All'età di 13 anni lasciò casa, per entrare come allievo del leggendario cantante Abdul Wahid Khan, maestro di Kirana gharana che viveva una vita ascetica e ritirata.  Abdul Wahid Khan era, fra l'altro, cugino del famoso Abdul Karim Khan. 
Seguendo un insegnamento tradizionale, Pran Nath servì il maestro per sette anni prima di venire accettato come studente e di ricevere la sua prima lezione di canto. In quei sette anni, si esercitava di notte, dato che durante il giorno doveva accudire il maestro. Rimase quindi assieme a Khan per quasi due decenni. Sia il maestro che il discepolo erano attratti dal misticismo: Abdul Wahid Khan, come mussulmano, seguace del Sufi, mentre Nath, in quanto Induista, seguiva una setta Śivaita. Nath, una volta lasciato il maestro, si ritirò per cinque in una grotta presso il tempio di Shiva di Tapkeswhar. Spinto dal maestro a divulgare lo stile Kirana ed evitare che scomparisse, pandit Prân Nath lasciò la vita ascetica e si sposò, per poi viaggiare ad insegnare il Kirana. Nel 1937, entrò a All India Radio e contribuì a rendere il suo stile musicale molto popolare in quegli anni.
Pandit Prân Nath era legato ad una versione molto austera del Kirana, prediligendo l'alap, la parte introduttiva del canto che sovente non viene accompagnata da strumenti ritmici. Come Abdul Wahid Khan, lo stile di Prân Nath era caratterizzato da un'intonazione molto precisa ed una graduale estensione dei toni e dell'emozione della musica sviluppati durante l'alap.
Nath si manteneva come insegnante di musica classica indiana, lavorando all'Università di Delhi dal 1960 al 1970, prima di trasferirsi negli Stati Uniti d'America nel 1970.
Prân Nath viaggiò quindi a New York per rendere visita al compositore statunitense La Monte Young e all'artista Marian Zazeela, che ascoltarono il suo primo disco: Earth Groove: The Voice of Cosmic India. Nel 1972, creò il "Kirana Center for Indian Classical Music" a New York, stabilendosi definitivamente negli Stati uniti. 
Fu anche professore in visita al Mills College nel 1973 ed insegnò in numerose istituzioni, radunando attorno a sé un forte seguito e influenzando i compositori minimalisti americani.

## Discografia
- Earth Groove (1968), i Raga Bhupali e Asavari
- India's Master Vocalist (1972), Ragas Yaman Kalyan e Punjabi Berva
- Ragas of Morning and Night (1986), Ragas Miya ki Todi e Darbari Kanada, due ragas per cui Prân Nath era particolarmente noto
- Midnight (2003), Raga Malkauns, due registrazioni datanti del 1971 e 1976
- The Raga Cycle (2006), Ragas Shudh Sarang e Kut Todi, registrato nel 1972